# Desmos zeylanicus
Desmos zeylanicus är en kirimojaväxtart som först beskrevs av Joseph Dalton Hooker och Thomas Thomson och som fick sitt nu gällande namn av William Edwin Safford.
Desmos zeylanicus ingår i släktet Desmos och familjen kirimojaväxter. Inga underarter finns listade i Catalogue of Life.